# 圣儒斯定主教座堂 (的里雅斯特)

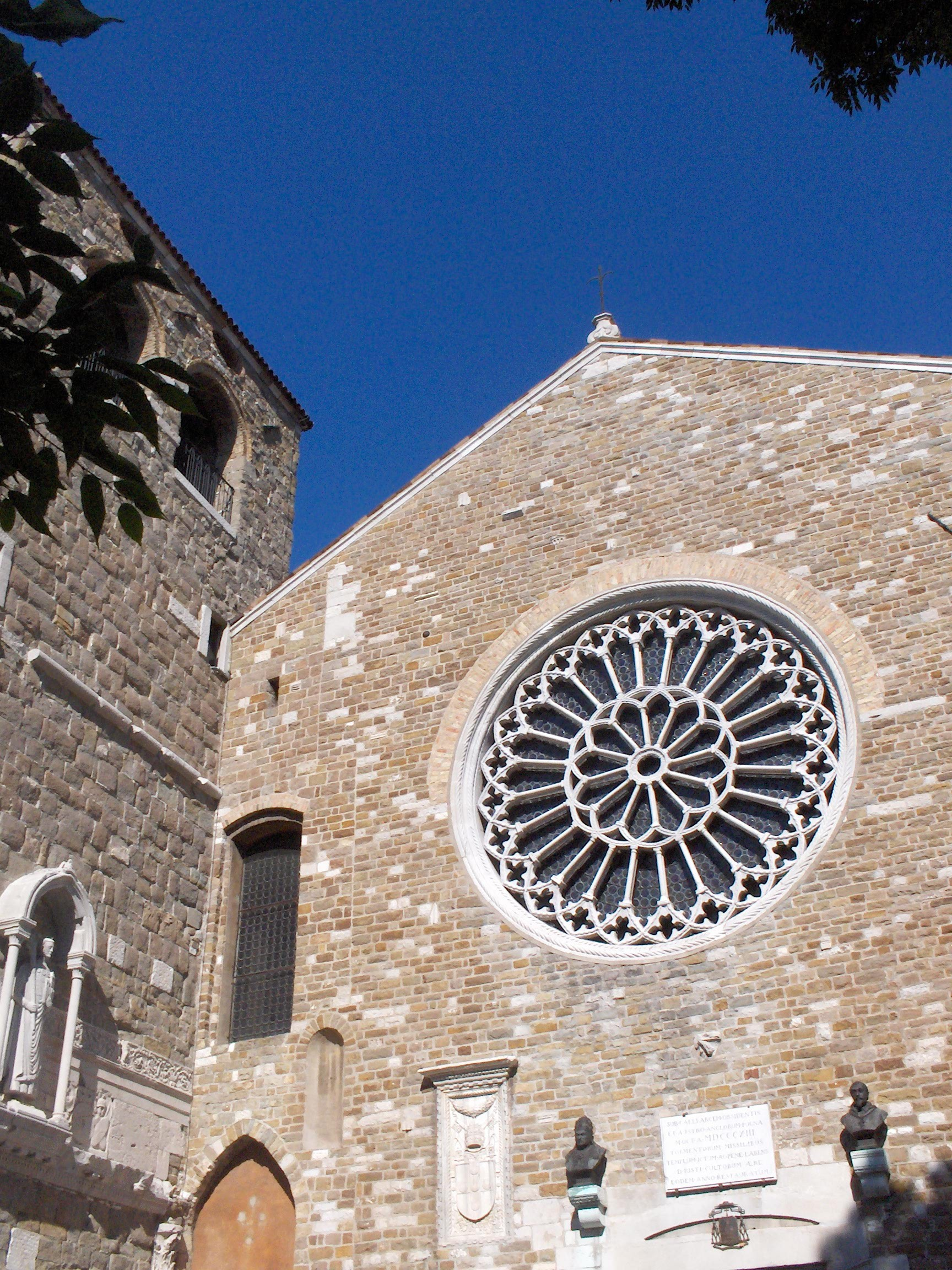
立面

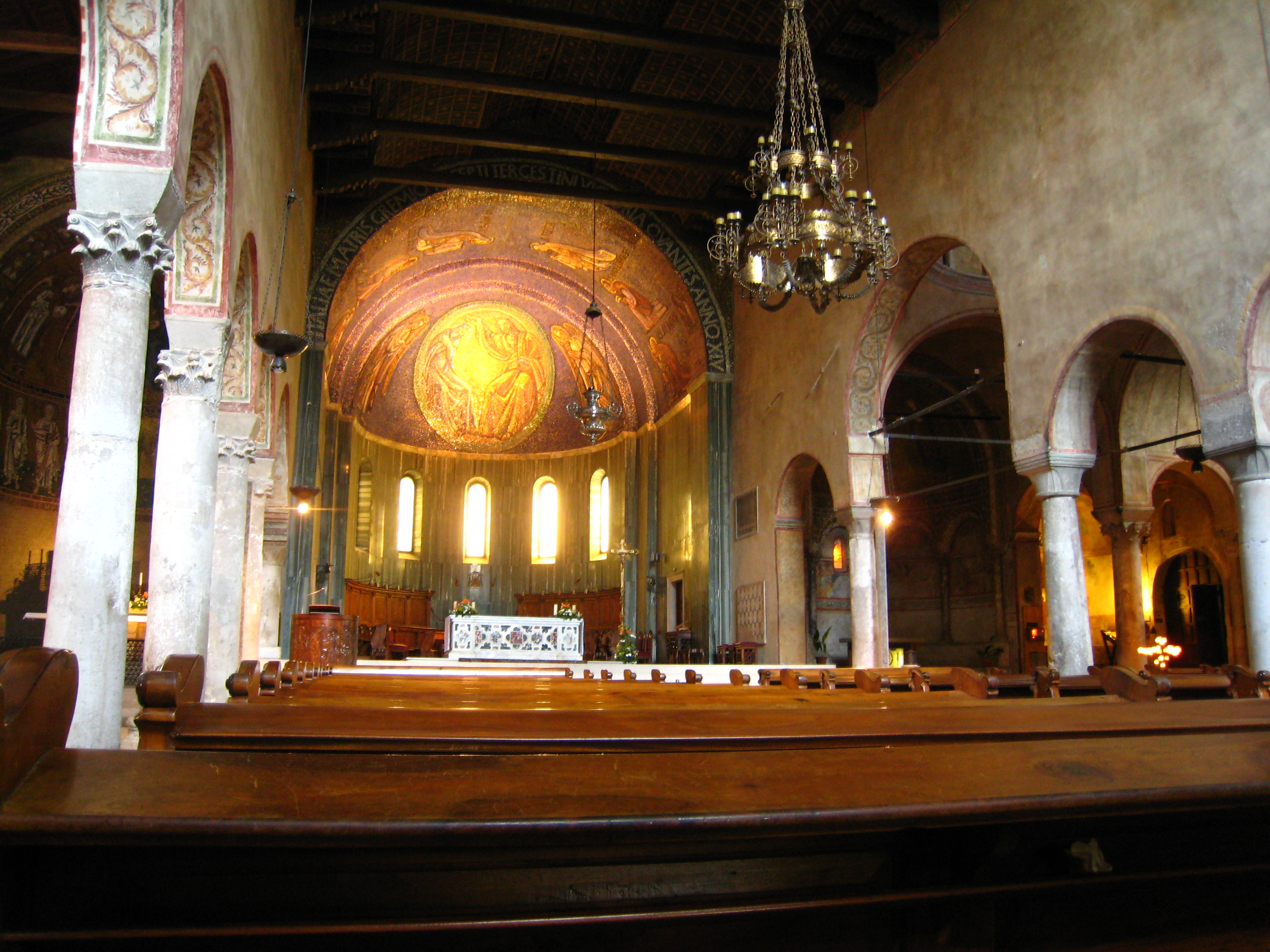
内部

圣儒斯定主教座堂（義大利語：Cattedrale di San Giusto），供奉圣儒斯定，是天主教的里雅斯特教区的主教座堂，位于意大利东北部城市的里雅斯特。
有九位西班牙王室成员葬于此堂。
堂内有12-13世纪的马赛克镶嵌画，描绘圣母圣天和圣儒斯定。